# 維什涅韋 (韃靼布納雷區)
45°48′23″N 29°46′25″E / 45.80639°N 29.77361°E

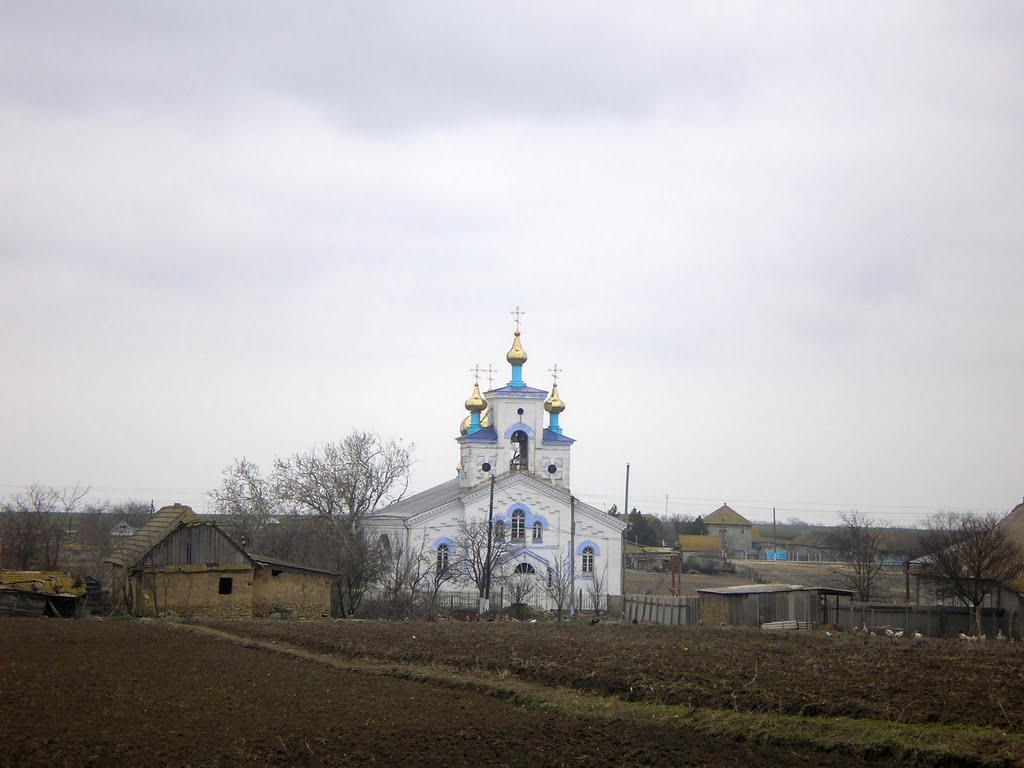

維什內韋（烏克蘭語：Вишневе）是位於烏克蘭西南部的村莊，由敖德萨州裡比爾霍羅德-德涅斯特羅夫斯基區的迪維濟亞市鎮負責管轄。該村始建於1830年，面積3.22平方公里，海拔高度7米，2001年人口1,415，人口密度每平方公里439.44人。